# Верхние Хоразаны
Ве́рхние Хораза́ны (чув. Тури Хурасан) — деревня в Аликовском муниципальном округе Чувашской Республики. Входила в состав Чувашско-Сорминского сельского поселения до его упразднения в 2022 году.

## Общие сведения о селении
В настоящее время село в основном газифицировано. Рядом с селом протекает речка Сорма.

### География
Верхние Хоразаны расположены севернее административного центра Аликовского района в 10 км.

### Климат
Климат умеренно континентальный с продолжительной холодной зимой и тёплым летом. Средняя температура января −12,9 °C, июля 18,3 °C, абсолютный минимум достигал −44 °C, абсолютный максимум 37 °C. За год в среднем выпадает до 552 мм осадков.

### Демография
Население деревни 129 человек, из них большинство женщины, дворов 51(2006 г.).

## Название
Согласно наиболее лингвистически обоснованной этимологии, слово Тури Хурасан (Верхние Хоразаны) происходит от слова Хорасан (фарси خراسان —Xorâsân — откуда приходит солнце). Хорасан — историческая область, расположенная в Bосточном Иране. Название «Хорасан» известно со времени Сасанидов.

## История
Селение впервые было упомянуто в … году. До 1917 года входило в состав Ново-Мамеевскую волость Цивильского уезда. До 1927 года — в Чувашсорминской волости Ядринского уезда. 1 ноября 1927 года вошло в Аликовский район, а 20 декабря 1962 года включено в Вурнарский район. С 14 марта 1965 года — снова в Аликовском.

## Связь и средства массовой информации
- Связь: ОАО «Волгателеком», Би Лайн, МТС, Мегафон. Развит интернет ADSL технологии.
- Газеты и журналы: Аликовская районная газета «Пурнăç çулĕпе»-«По жизненному пути» Языки публикаций: Чувашский, Русский.
- Телевидение:Население использует эфирное и спутниковое телевидение. Эфирное телевидение позволяет принимать национальный канал на чувашском и русском языках.

## Люди, связанные с Верхние Хоразаны
- Воронов, Станислав Кириллович, — генерал-лейтенант